# علي الحاج محمد
علي الحاج محمد طبيب وسياسي سوداني تقلد عدد من المناصب الوزارية والمناصب السياسية في فترات مختلفة منها الأمين العام للمؤتمر الشعبي السوداني.

## الاسم والنشأة
ولد علي الحاج محمد عام 1939 في منطقة منواشي والتي تبعد حوالي (50) كيلو متر من مدينة نيالا. عاش بعضاً من طفولته بمنواشي قبل أن ينتقل إلى مدينة نيالا مع والده ليعمل بالتجارة.

## التعليم والعمل
درس مراحله التعليمية الأولى والوسطى بمدينة نيالا في ولاية جنوب دارفور حاليا، التحق بمدرسة خور طقت الثانوية بمدينة الأبيض، فصل من المدرسة هو وتسعة آخرون بسبب نشاطه السياسي المساند لتنظيم الحركة الإسلامية. استقبلهم التنظيم واستأجر لهم منزل بالخرطوم وواصلوا سنتهم الثانوية الأخيرة من منازل الخرطوم، حيث اجتازوا امتحان الشهادة السودانية بامتياز. دخل علي الحاج كلية الطب جامعة الخرطوم بتفوق، وكان عضواً باللجنة التنفيذية لاتحاد طلاب جامعة خرطوم قبل فصله عام 1963م بسبب نشاطه السياسي كذلك. تخرج من الكلية في عام 1966م. عمل طبيباً بعد التخرج بكل من مدن الجنينة، زالنجي، نيالا، سنار، حلفا الجديدة، وكركوج، وتخصص في أمراض النساء والولادة بلندن. وهناك شارك في معارضة نظام الرئيس السابق جعفر نميري، لكنه عاد إلى البلاد بعد المصالحة الوطنية.

## الحياة السياسية
بعد العودة إلى بلده، عمل عضواً باللجنة المركزية للاتحاد الاشتراكي عام 1978، إضافة إلى نشاطه النقابي بنقابة الأطباء والجمعية الطبية السودانية، ومن ثم عين وزيراً للخدمات بإقليم دارفور في الفترة من 1980 - 1982 في وقت كان فيه أحمد إبراهيم دريج حاكماً على الإقليم، وبعدها عاد علي الحاج لممارسة الطب وزاول العمل السياسي، وعمل بمنظمة الدعوة الإسلامية عضواً بمجلس الأمناء والمنظمة الأفريقية للإغاثة (نائباً للمدير).
بعد الانتفاضة الشعبية على نظام الرئيس جعفر نميري في 6 أبريل 1985، كان من ضمن ثلة من الأعضاء المؤسسين للجبهة الإسلامية القومية التي كلفته بإدارة الجنوب وبعدها أميناً للمكتب السياسي. خاض المعركة الانتخابية في 1986 ممثلاً لها في إحدى دوائر نيالا لكنه فشل في دخول الجمعية التأسيسية، رغماً عن ذلك اختارته الجبهة ممثلاً لها في حكومة السيد الصادق المهدي وزيراً للتجارة في عام 1988. قبل انقلاب الإنقاذ سافر إلى ألمانيا لأغراض التمويه.
يقول علي الحاج في حوار له مع صحيفة الانتباهه السودانية:
، تركت السودان في 12 يونيو 1989م، وكان من المفترض أن يكون الانقلاب يوم 21 يونيو لكنه تأخر أسبوع لظروف ما"، وأكد أنه لأول مرة يعرف أن الاسم الحقيقي لقائد الانقلاب هو عمر حسن أحمد البشير وذلك قبل وداعه للسفر للخارج.
عاد إلى السودان في أواخر ديسمبر عام 1989 بقرار فردي بعد أن تم تأجيل قرار عودته 6 أشهر من قبل نائب الأمين العام وقتها علي عثمان محمد طه - كما أكد هو في ذات الحوار -، أمسك علي الحاج بملف السلام والمفاوضات في الجنوب وشكل حضوراً في التشكيلة الوزارية كوزيراً للصناعة والاستثمار ثم لديوان الحكم الاتحادي في 20/4/1996 إلى 7/3/1999.
رشح ليشغل منصب نائب رئيس الجمهورية عقب وفاة الزبير محمد صالح النائب الأسبق لرئيس الجمهورية، لكن الرئيس اختار علي عثمان محمد طه نائبا له. عين بعد ذلك نائب للأمين العام للمؤتمر الوطني، وظل في هذا المنصب حتى حدوث المفاصلة الشهيرة عام 1999/2000 لينحاز إلى حزب حسن الترابي، وعين وقتها نائبا للترابي.
في عام 2001 خرج من السودان إلى الأردن عبر مطار الخرطوم لمعالجة ابنه في الأردن وقضاء إجازة عادية، لكن حدثت عدة تطورات جعلته يلتقي بالحركة الشعبية لتحرير السودان هو والمحبوب عبد السلام وآخرين، ليتم توقيع مذكرة عرفت بمذكرة التفاهم لتتخذ الاحداث في الخرطوم مجرا دراماتيكيا، وذلك بإعتقال الأمين العام للمؤتمر الشعبي الشيخ حسن الترابي ومعه عدد من قيادات الحزب ليبقى علي الحاج في المهجر لاجئا سياسيا في ألمانيا حتى عام 2016.
وسرعان ما أسفر ظهور قيادات الجبهة في الميدان السياسي، وسرعان ما أمسك على علي الحاج بملف السلام في الجنوب وشكل حضوراً في التشكيلة الوزارية وزيراً للصناعة والاستثمار ثم وزيراً للعلاقات الاتحادية في 20\4\ 1996 إلى 7\3\1999 وهو التاريخ الذي اشتدت فيه المعركة بين القصر والبرلمان (صراع البشير والترابي) ووضع فيه انحياز علي الحاج المطلق لجناح الترابي، وتفرغ تماماً لمنصب نائب الأمين العام للمؤتمر الوطني. بعد المفاصلة استمر نائباً للترابي في المؤتمر الشعبي حديث النشأة ساعتئذ وبعد خروجه من البلاد أسهمت علاقته بالحركة الشعبية في فتح نوافذ حوار معها انتهت في العام 2001م بالتوقيع على مذكرة تفاهم وترت العلاقة أكثر ما بين الوطني والشعبي فيما آثر علي الحاج البقاء في الخارج معارضاً قوياً لنظام الإنقاذ.

## العودة للسودان
عاد للسودان في مارس 2016 معزيا في وفاة الأمين العام للمؤتمر الشعبي الشيخ الدكتور حسن الترابي ثم عاد إلى ألمانيا لترتيب أوضاعه وللعلاج ومن ثم عاد إلى السودان بصورة نهائية للمشاركة في فعاليات المؤتمر العام للمؤتمر الشعبي في مارس 2017 .

## انتخابه أمينا عاماً للمؤتمر الشعبي
في 25 مارس 2017 تم انتخابه أميناً عاما للمؤتمر الشعبي. وذلك في المؤتمر العام الذي عقده المؤتمر الشعبي في ضاحية بري بالعاصمة الخرطوم لينال ثقة المؤتمرين بالإجماع بعد انسحاب منافسيه. ليصبح بذلك أول امين عام منتخب خلفا للترابي منذ ظهور الأخير في قيادة الحركة الإسلامية عام 1965 .